# Escura notostriata
Escura notostriata is een insect uit de familie van de mierenleeuwen (Myrmeleontidae), die tot de orde netvleugeligen (Neuroptera) behoort. 
Escura notostriata is voor het eerst wetenschappelijk beschreven door New in 1985.